# Suore della Provvidenza di Sant'Andrea
Le Suore della Provvidenza di Sant'Andrea (in francese Sœurs de la Providence de Saint-André de Peltre) sono un istituto religioso femminile di diritto pontificio: le suore di questa congregazione pospongono al loro nome la sigla P.S.A.

## Storia

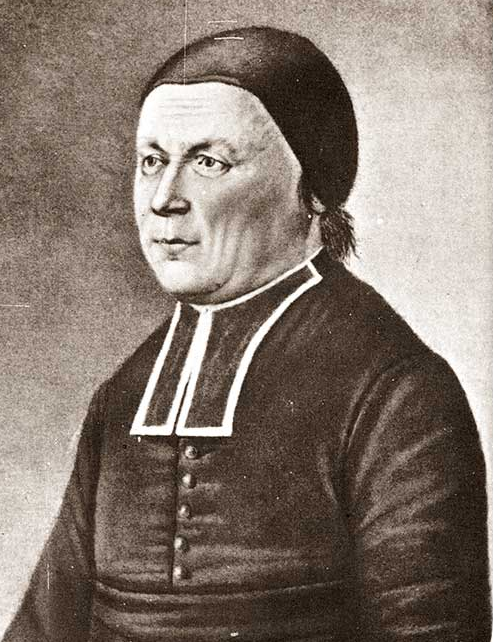
Antoine Gapp, fondatore della congregazione

La congregazione venne fondata il 19 novembre 1806 a Hottviller da Antoine Gapp (1766-1833) per l'istruzione dei giovani, specialmente dei più poveri, e l'assistenza agli ammalati.
Il vescovo di Metz approvò gli statuti delle suore della Provvidenza il 17 novembre 1825 e le religiose ricevettero il pontificio decreto di lode il 19 novembre 1956.

## Attività e diffusione
Le suore della Provvidenza di Sant'Andrea si dedicano all'istruzione e all'educazione cristiana della gioventù e all'assistenza agli ammalati.
Sono presenti in Europa (Francia, Belgio, Germania, Italia, Svizzera), in Africa (Togo, Costa d'Avorio) e in Brasile; la sede generalizia è a Peltre, in diocesi di Metz.
Alla fine del 2008 la congregazione contava 299 religiose in 67 case.